# Inuvik
Inuvik är en stad i Northwest Territories i Kanada med 3 243 invånare (2016). De är inuiter men också ursprungsamerikaner samt vita kanadensare. 

## Klimat
|                                            | Jan   | Feb   | Mar   | Apr   | Maj  | Jun  | Jul  | Aug  | Sep  | Okt   | Nov   | Dec   |
| ------------------------------------------ | ----- | ----- | ----- | ----- | ---- | ---- | ---- | ---- | ---- | ----- | ----- | ----- |
| Normaldygnets maximitemperaturs medelvärde | −22,8 | −20,9 | −16,8 | −6,3  | 5,2  | 17,7 | 19,5 | 16,0 | 7,9  | −4,3  | −17,1 | −20,0 |
| Normaldygnets minimitemperaturs medelvärde | −31,0 | −30,1 | −27,7 | −17,4 | −4,5 | 5,5  | 8,6  | 5,9  | −0,1 | −10,9 | −25,0 | −28,2 |
|                                            |       |       |       |       |      |      |      |      |      |       |       |       |
| Nederbörd                                  | 12,5  | 13,1  | 11,9  | 9,8   | 17,3 | 17,3 | 35,0 | 39,4 | 29,3 | 24,4  | 16,0  | 14,8  |

| Diagram | temperaturer i °C • månadsnederbörd i mm • Källa: Weatherbase | temperaturer i °C • månadsnederbörd i mm • Källa: Weatherbase | temperaturer i °C • månadsnederbörd i mm • Källa: Weatherbase | temperaturer i °C • månadsnederbörd i mm • Källa: Weatherbase | temperaturer i °C • månadsnederbörd i mm • Källa: Weatherbase | temperaturer i °C • månadsnederbörd i mm • Källa: Weatherbase | temperaturer i °C • månadsnederbörd i mm • Källa: Weatherbase | temperaturer i °C • månadsnederbörd i mm • Källa: Weatherbase | temperaturer i °C • månadsnederbörd i mm • Källa: Weatherbase | temperaturer i °C • månadsnederbörd i mm • Källa: Weatherbase | temperaturer i °C • månadsnederbörd i mm • Källa: Weatherbase | temperaturer i °C • månadsnederbörd i mm • Källa: Weatherbase |
|         | 13 -23 -31                                                    | 13 -21 -30                                                    | 12 -17 -28                                                    | 10 -6 -17                                                     | 17 5 -5                                                       | 17 18 6                                                       | 35 20 9                                                       | 39 16 6                                                       | 29 8 -0                                                       | 24 -4 -11                                                     | 16 -17 -25                                                    | 15 -20 -28                                                    |

## Kända personer
- Alexandria Loutitt, backhoppare och olympisk medaljör